# Вучич, Иван Бунич
Иван Бунич Вучич (хорв. Ivan Bunić Vučić; 1591/92 — 1658) — хорватский поэт XVII века и государственный деятель Дубровницкой республики.

## Биография
Иван Бунич Вучич по разным данным родился в 1591 или 1592 году в Дубровнике.
Происходил из рода Буничей (хорв. Bunić). Окончил городскую школу для знати в Дубровнике. В 1609 году потерял мать, а в 1612 году умер и отец. Благодаря своему аристократическому происхождению сделал хорошую карьеру.
В 1615 году назначен генеральным прокурором. Вскоре вошел в Большой совет, стал постоянным членом Сената. В 1624 году женился. В дальнейшем занимал различные высокие государственные должности.
В то же время Бунич удачно занимался коммерцией, активно скупал земли у Дубровника и на прилегающих островах и в конце жизни считался одним из самых богатых дубровницких горожан.
Иван Бунич Вучич умер 6 марта 1658 года в родном городе.

## Творчество
На литературном поприще известен как автор 109 стихотворных произведений. К поэзии он относился как к делу второстепенному и сугубо личному, поэтому писал стихи медленно, без всякой спешки. Созданная в период расцвета барокко, лирика И. Бунича целом лишена барочной пышности и эффектности, отличается искренней простотой и сдержанностью, емкостью поэтической формы. На его творчество оказали заметное влияние итальянские поэты Ф. Петрарка, Гварини, Д. Марино, Кьябрера. Он создал множество рифм о любви, радости земной жизни, прославлял женщину, любовь к ней, воспевал красоту и наслаждение. Цикл стихов Бунича «Отдых в тени» полон ощущения красоты, молодости.
При жизни автора были изданы его «Mandaljena pokornica» (издания в Венеции 1630, 1638, 1705 и в Дубровнике 1849 году).